# Římskokatolická farnost – děkanství Podbořany
Římskokatolická farnost – děkanství Podbořany (lat. Podhorzamium) je církevní správní jednotka sdružující římské katolíky na území města Podbořany a v jeho okolí. Organizačně spadá do lounského vikariátu, který je jedním z 10 vikariátů litoměřické diecéze. Centrem farnosti je děkanský kostel sv. Petra a Pavla v Podbořanech.

## Historie farnosti
V místě působil infulovaný okrskový děkan Gregor (Řehoř), který byl v roce 1562 sesazen. Poté se místo stalo luterským a byl zde luterský farář. Farnost byla založena roku 1580. Od tohoto roku jsou také vedeny matriky. V roce 1625 se farnost stala opět katolickou. Od roku 1892 byla povýšena na děkanství.

### Duchovní správcové vedoucí farnost
Začátek působnosti jmenovaného v duchovní správě farnosti od:
- 1542–1562 Gregorius
  - Luterští duchovní
- 1625–1628 Johann Rinalius Weißgerber OFM (z františkánského kláštera v Kadani)
- 1638–1649 Jakob Maximilian Michaelis
- 1649–1662 Magnus Liguorius OSB (benediktin z Kladrub)
- 1662–1663 Friedrich Max. Meyern
- 1663–1664 Martin Max. (Euseb.) Cuber von Kuberstein
- 1664–1681 Aloisius Wenzelius
- 1681–1692 Wenceslaus Sartorius
- 1692–1696 Johann Georg Pfalz von Ostrite
- 1696–1697 Paulus Heidler
- 1697–1700 Casparus Götz
- 1700–1716 Johann Laurenz Lein
- 1716–1725 Johann Polack
- 1725–1758 Martin Anton Lorenz
- 1758–1785 Johann Nep. Förster, † 29.3.1785
- 1785–1818 Anton Englmann, † 16.5.1818
  - 1818 par. vacat, cap. Ioan. Simm
- 1818–1846 Wenzel Sacher, n. 6.1.1762 Berglessens. o. 4.9.1789, † 16.10.1846
  - 1847 par. vacat, admin. Jos. Roesler
- 1847–1854 Franz Ehm, n. 12.10.1802 Chomutov, o. 2.9.1829
- 1854–1865 Josef Rösler, n. 14.4.1813 Hermensdrfen. o. 3.8.1836
- 1866 Wenzel Wächtler[2] (Wenc. Waechtler), n. 24.10.1829 Scheles. o. 25.7.1854, † 22.6.1914
  - 1908 par. vacat, admin. interc. Rud. Schneider
- 1909 Guilielm. Reinwarth, n. 7.6.1870 Maria- Sorg. o. 2.7.1893
- 1932 Jos. Gernert n. 12.4.1899 Levín, o. 1.7.1923
  - kol. 1940 Heinrich Kühnel, n. 3. 6. 1881 Steckenwald, o. 16. 7. 1905 Litoměřice, † 14. 7. 1946;[4] kněz německé národnosti, katecheta v Podbořanech ve výslužbě. Byl za II. světové války zatčen za různé nepřátelské výroky, z kterých byl obviněn jednou ženou, která se chtěla zmocnit jeho domu. Z Dachau byl propuštěn 6. dubna 1945.[5]
- 1.8.1947 František Hrubý
  - 1957-1959 Vincent Šurina, kaplan
  - 1967 Josef Jiran
- 1.8.1974 Josef Petrucha
- 1.12.1980 František Gavlák
- 1.3.1988 Josef Dolista
- 1.12.1988 Jan Zemánek, CSsR
- 15.3.1990 Vladimír Jedlička, CSsR, admin., n. 31. 8. 1932 Cifer (SK), o. 24. 6. 1972 Litoměřice, † 5. 10. 2021
- 1.1.1994 admin. Aleksander Siudzik, CSsR; od 13.11.2007 děkan[6]

Kromě kněží stojících v čele farnosti, působili ve farnosti v průběhu její historie i jiní kněží. Většinou pracovali jako farní vikáři, kaplani, katecheté, výpomocní duchovní aj.

### Farní obvod
Z důvodu efektivity duchovní správy byl ve 2. polovině 20. století vytvořen farní obvod (kolatura) sestávající z přidružených farností spravovaných excurrendo z Podbořan. Jejich počet se v průběhu historie měnil podle možností duchovního správce. K listopadu 2020 jsou to farnosti: Blšany, Buškovice, Kněžice, Kryry, Letov, Libědice, Mory, Nepomyšl, Nové Sedlo u Žatce, Pšov, Soběsuky, Strojetice, Široké Třebčice, Vidhostice, Vroutek a Žabokliky.

## Území farnosti
Do farnosti náleží území obce:
- Hlubany (Lubau)[p 2]
- Očihov (Gross Otschehau,[3] Grossotschehau[8])[p 2]
- Podbořany (Podersam)[p 2]
- Valov (Wohlau)[p 2]

## Římskokatolické sakrální stavby na území farnosti
| | Fotografie | Stavba                     | Místo     | Bohoslužby                      | Zeměpisné souřadnice             | Status          | Číslo kulturní památky           |
| Kostely | Kostely    | Kostely                    | Kostely   | Kostely                         | Kostely                          | Kostely         | Kostely                          |
| --- | ---------- | -------------------------- | --------- | ------------------------------- | -------------------------------- | --------------- | -------------------------------- |
| 1. |            | Kostel sv. Petra a Pavla   | Podbořany | bližší informace o bohoslužbách | 50°13′46″ s. š., 13°24′44″ v. d. | děkanský kostel | 42960/5-1335 (Pk•MIS•Sez•Obr•WD) |
| 2. |            | Kostel sv. Martina         | Očihov    | bližší informace o bohoslužbách | 50°11′54″ s. š., 13°27′44″ v. d. | filiální kostel | 43006/5-1292 (Pk•MIS•Sez•Obr•WD) |
| Kaple |            |                            |           |                                 |                                  |                 |                                  |
| 3. |            | Kaple                      | Hlubany   | bohoslužby příležitostně        | 50°13′44″ s. š., 13°23′46″ v. d. | hřbitovní kaple | —                                |
| 4. |            | Kaple                      | Valov     | bohoslužby příležitostně        | 50°12′6″ s. š., 13°25′8″ v. d.   | obecní kaple    | 42743/5-1348 (Pk•MIS•Sez•Obr•WD) |
| 5. |            | Kaple s hrobkou            | Letov     | bohoslužby příležitostně        | 50°14′2″ s. š., 13°26′38″ v. d.  | krypta          | 42860/5-1346 (Pk•MIS•Sez•Obr•WD) |
| Oratorium |            |                            |           |                                 |                                  |                 |                                  |
| 6. |            | Kaple v Domově pro seniory | Podbořany | bližší informace o bohoslužbách | 50°13′28″ s. š., 13°24′25″ v. d. | oratorium       | —                                |
| Některé drobné sakrální stavby a pamětihodnosti lze dohledat zde v databázi Drobné sakrální památky Zaniklé sakrální stavby lze dohledat zde v databázi Poškozené a zničené kostely, kaple a synagogy v České republice |            |                            |           |                                 |                                  |                 |                                  |

Ve farnosti se mohou nacházet i další drobné sakrální stavby, místa římskokatolického kultu a pamětihodnosti, které neobsahuje tato tabulka.